# 金曜ドラマ (TBS)
『金曜ドラマ』（きんようドラマ）は、1972年4月から1987年9月、および1989年10月からTBS系列で、毎週金曜日の22:00 - 22:54（JST）に放送されていた、もしくはされているテレビドラマ放送枠およびその冠タイトル。通称「金ドラ」。ステレオ放送、字幕放送、ハイビジョン制作、番組連動データ放送を実施している。
1987年10月から1989年9月まで、この枠をニュース番組（JNNニュース22プライムタイム→ニュースデスク'88→ニュースデスク'89）に充てていたため番組を2年間休止となる。その分水曜21時台に本枠の枠移動して『水曜ドラマ』を放送したが、翌10月から放送が再開されている。

## 概要
TBSテレビでは、1956年に創設の『日曜劇場』に次ぐ歴史のあるドラマ枠である。2作目以降、TBS制作局の「不変」の看板枠となり、『白い影』（1973年、脚本・倉本聰ら）、『私という他人』（1974年、脚本・ジェームス三木ら）、『悪魔のようなあいつ』（1975年、脚本・長谷川和彦）、『光る崖』（1977年、脚本・山田信夫）、『岸辺のアルバム』（1977年、脚本・山田太一）、『あにき』（1977年、脚本・倉本聰）、『家族熱』（1978年、脚本・向田邦子）などの作品が生まれ、他局のドラマ関係者からも、一目置かれるドラマ枠だった。
しかし、視聴率的しばしば苦戦するようになり、編成的にテコ入れが急務となっていった。そこで、1983年2月、初めて木下プロダクション制作の『金曜日の妻たちへ』がラインナップされる。プロデューサーの飯島敏宏は、TBSとは馴染の薄かった鎌田敏夫とコンビを組み、「金ドラ」枠に「新風」を吹き込んだ。この鎌田の起用が奏功し、『金曜日の妻たちへ』は、平均15%を超える「金ドラ」久々のヒット作となった。
1985年10月、テレビ朝日が『ニュースステーション』をスタートさせる。キャスターがTBS出身の久米宏だったこともあり、TBS社内の関心もひとしおだったが、85年いっぱいは、一ケタの数字で「久米でも（ニュースの）数字はダメか」といった反応だった。ところが、1986年に入るとビッグニュースの連続で、そのたびに数字が上がって来た。ニュース番組も民放テレビの「商品」となる先例となり、TBSにも、そうした動きが出てきた。1987年春、TBSでは『ニュースステーション』対抗して、10月から夜10時スタートでワイドニュース枠を月～金でベルト編成するという計画が持ち上がる。これが本決まりとなれば、夜10時の連ドラ枠はなくなり、ドラマ部にとってはとりわけ大問題となった。経営側から制作局員に対する、22時枠「改編」についての説明会が、テレビ本部長の絹村和夫常務が出席して開かれた。質疑応答の段になって「仮借ない」質問が矢継ぎ早に飛んだ。「『ニュースステーション』の真裏にニュースをぶつけて勝算はあるのか？」「視聴習慣を変えてドラマ枠がダメになってしまわないか?」「もし、失敗したら誰が責任を取るのか」。「責任は私が取ります」と絹村常務が言い切ったところで2～3時間続いた説明会はお開きになった。こうして、1972年以来15年間続いた『金曜ドラマ』の枠は消えた。
1987年10月、TBSが「報道のTBS」のプライドを懸けて、『ニュースステーション』挑戦する『JNNニュース22プライムタイム』がスタートする。キャスターには『モーニングEye』のMCを担当していたNHK出身の森本毅郎が起用された。森本とコンビを組むもう一人のメインキャスターは局アナの三雲孝江だった。視聴率は初回こそ、番組宣伝と大物ゲスト（王貞治）の投入で『ニュースステーション』と拮抗したが2日目以降、水をあけられてしまい、結局、TBSの「22時台のニュース」という挑戦は2年で終わる。
1989年10月、ニュース戦争では「一敗地にまみれた」形となったTBSは、念願の筑紫哲也をキャスターに据え、『筑紫哲也 NEWS23』をスタートする。TBSのポーラテレビ小説『おゆう』で主演を務めた浜尾朱美が筑紫とコンビを組んだ。『ニュースステーション』とは、時間が1時間遅れてスタートすることになった。このため、『ドラマ23』枠がなくなり、『金曜ドラマ』枠が2年ぶりに復活した。再開第1作は、木下プロダクションの『雨よりも優しく』。
再開後は3か月交替で年間4本のドラマが放送されている。例外として、『3年B組金八先生』第7シリーズが2004年10月から翌年3月までの半年間、『セーラー服と機関銃』が2006年10月から11月の2か月間（全7回）、『笑える恋はしたくない』が同年12月の1か月間（全3回）の番組編成が取られている。
2004年春に水曜22時枠ドラマが、2008年春に木曜22時枠ドラマがそれぞれ廃枠になると、『金曜ドラマ』はTBSにとって唯一の22時枠ドラマとなったが、2014年春の改編でかつて『刑事コジャック』『刑事スタスキー&ハッチ』などの海外ドラマを編成していた火曜22時枠に、国産1時間ドラマ枠となる『火曜ドラマ』枠を設置し、6年ぶりに22時枠ドラマが2枠体制となった。また2018年春の改編で、月 - 木の22時台の番組（『火曜ドラマ』を含む）が22:00 - 23:07に拡大（13分延長）されたが、『金曜ドラマ』は引き続き22:00 - 22:54枠での放送となっている。

## 基幹時刻
- 毎週金曜日22:00 - 22:54（JST、54分間）

※ただし、作品によって初回および最終回には拡大あり。まれに21:00から放送開始となる作品もある。

## 代表作

### 1989年以降
1989年以降の代表的な作品には、冬彦さんブームを巻き起こした『ずっとあなたが好きだった』（1992年）、および同じスタッフで制作された『誰にも言えない』（1993年）、野島伸司脚本による『高校教師』（1993年）、『人間・失格』（1994年）、『未成年』（1995年）、『聖者の行進』（1998年）、手話ブームを牽引した『愛していると言ってくれ』（1995年）、続編が作成された『青い鳥』（1997年）、田村正和、木村拓哉、宮沢りえの共演で話題を呼んだ『協奏曲』（1996年）、スペシャル版や映画版も制作された『ケイゾク』（1999年）などがある。

### 2000年代
2000年以降は、続編・映画化までされ、続編は平均20%を超える高視聴率をマークするなどの人気を博した『花より男子』、ベストセラー小説をドラマ化した『世界の中心で、愛をさけぶ』（2004年）、映画化された『クロサギ』（2006年）、若手俳優が多くブレイクした『ドラゴン桜』（2005年）、アラフォーが流行語にもなった『Around40〜注文の多いオンナたち〜』（2008年）などがある。
2012年に放送された全4作品すべてが一桁台と低迷し、2008年10月期の『流星の絆』最終回から2013年7月期の『なるようになるさ。』初回まで、単回で15%を超える作品がなかった。また『木更津キャッツアイ』（2002年）、『タイガー&ドラゴン』（2005年）、『歌姫』（2007年）、『魔王』（2008年）、『SPEC〜警視庁公安部公安第五課 未詳事件特別対策係事件簿〜』（2010年）（以下、『SPEC』）などの視聴率は低かったものの、後にDVD販売でヒットしたというケースも見られる。同様にこの時期から「オリジナルドラマ」だけではなく、「漫画作品をドラマ化」、「海外ドラマを日本版にリメイク」などを取り入れ始め他のドラマ枠と同様、年々増加傾向にある。放送される作品は基本的に現代劇だが、2012年10月期の『大奥〜誕生［有功・家光篇］』で初めて時代劇の作品が登場した。

## 1989年以降の歴代視聴率10傑
数値はビデオリサーチ調べ、関東地区・世帯・リアルタイム。

### 平均視聴率10傑
| 順位 | タイトル                           | 放送年 | 平均視聴率 |
| ---- | ---------------------------------- | ------ | ---------- |
| 1位  | 協奏曲                             | 1996年 | 23.9%      |
| 2位  | 誰にも言えない                     | 1993年 | 23.8%      |
| 3位  | 高校教師                           | 1993年 | 21.9%      |
| 4位  | 花より男子2（リターンズ）          | 2007年 | 21.6%      |
| 5位  | 愛していると言ってくれ             | 1995年 | 21.3%      |
| 6位  | 聖者の行進                         | 1998年 | 20.9%      |
| 7位  | 未成年                             | 1995年 | 20.0%      |
| 8位  | ずっとあなたが好きだった           | 1992年 | 19.9%      |
| 9位  | 花より男子                         | 2005年 | 19.8%      |
| 10位 | ふぞろいの林檎たちII               | 1991年 | 19.2%      |
| 10位 | 人間・失格〜たとえばぼくが死んだら | 1994年 | 19.2%      |

### 最高視聴率10傑
| 順位 | タイトル                           | 放送年 | 最高視聴率 | 該当話 |
| ---- | ---------------------------------- | ------ | ---------- | ------ |
| 1位  | ずっとあなたが好きだった           | 1992年 | 34.1%      | 最終話 |
| 2位  | 誰にも言えない                     | 1993年 | 33.7%      | 最終話 |
| 3位  | 高校教師                           | 1993年 | 33.0%      | 最終話 |
| 4位  | 人間・失格〜たとえばぼくが死んだら | 1994年 | 28.9%      | 最終話 |
| 5位  | 協奏曲                             | 1996年 | 28.2%      | 第一話 |
| 6位  | 愛していると言ってくれ             | 1995年 | 28.1%      | 最終話 |
| 7位  | 花より男子2                        | 2007年 | 27.6%      | 最終話 |
| 8位  | ふぞろいの林檎たちII               | 1991年 | 23.8%      | 第一話 |
| 9位  | 未成年                             | 1995年 | 23.2%      | 第八話 |
| 10位 | 美しい人                           | 1999年 | 22.7%      | 第一話 |

## 1987年までの作品リスト

### 1972年
- 家族日誌（主演：芦田伸介）
- いま炎のとき
- 私は忘れたい

### 1973年
- わが愛（主演：加藤剛）
- 遥かなるわが町
- 白い影（主演：田宮二郎）
- 別れの午後

### 1974年
- 私という他人
- 霧の影
- 新宿さすらい節
- 樹氷

### 1975年
- 裏切りの明日（主演：原田芳雄。ここまで近畿広域圏はABCにネット）
- 許せない愛（主演：香山美子。この作品から近畿広域圏のネット局はMBSに変更）
- 悪魔のようなあいつ（主演：沢田研二）
- ガラスの森

### 1976年
- 恋人たちの河
- 美しき殺意
- さらばかぐわしき日々

### 1977年
- とべない鳩のように
- 光る崖（主演：田宮二郎、吉永小百合）
- 岸辺のアルバム（主演：八千草薫）
- あにき（主演：高倉健）

### 1978年
- 遠ざかる足音
- 夢のあとに
- 家族熱
- 波-わが愛

### 1979年
- 愛の殺意
- 沿線地図（主演：岸恵子）
- 恋路海岸
- 冬の花火 わたしの太宰治

### 1980年
- 突然の明日（主演：三浦友和）
- 港町純情シネマ
- 幸福
- 熱い秋

### 1981年
- もういちど春
- 父母の誤算（主演：露口茂）
- 土曜日曜月曜
- 想い出づくり。（9月18日 - 12月25日、主演：古手川祐子、森昌子）

### 1982年
- ちょっと神様（1月8日 - 3月12日）
- あまく危険な香り（主演：根津甚八）
- 淋しいのはお前だけじゃない（主演：西田敏行）
- 親と子の誤算
- いつもお陽さま家族（主演：星野知子）

### 1983年
- 金曜日の妻たちへ（2月11日 - 5月13日、主演：古谷一行、いしだあゆみ）
- ふぞろいの林檎たち（5月27日 - 7月29日、主演：中井貴一）
- 夏に恋する女たち（8月5日 - 9月30日、主演：田村正和、名取裕子、原田芳雄）
- もういちど結婚（10月7日 - 12月30日、主演：三田佳子、藤竜也、いしだあゆみ）

### 1984年
- 無邪気な関係（1月6日 - 3月30日）
- くれない族の反乱（4月6日 - 6月1日、主演：大原麗子、田村正和、神田正輝、賀来千香子）
- 危険なふたり
- 女のたたかい
- 夜色の女たち
- 金曜日の妻たちへII 男たちよ、元気かい?（7月6日 - 10月5日、主演：高橋惠子、伊武雅刀、田中好子、竜雷太）
- 大家族（10月12日 - 翌年1月4日、主演：沢村貞子、藤岡琢也）

### 1985年
- 許せない結婚
- ふぞろいの林檎たちII（3月15日 - 6月7日、主演：中井貴一）
- 夫婦生活（6月21日 - 8月23日、主演：桃井かおり、名高達男）
- 金曜日の妻たちへIII 恋におちて（8月30日 - 12月6日、主演：古谷一行、いしだあゆみ、篠ひろ子）
- 華やかな誤算（12月13日 - 翌年2月28日、主演：杉浦直樹、古尾谷雅人）

### 1986年
- となりの女（3月7日 - 5月30日、主演：大原麗子、藤竜也、浅野ゆう子）
- 深夜にようこそ（6月13日 - 7月4日、主演：千葉真一、名取裕子、松本伊代）
- 女ともだち（7月11日 - 9月26日、主演：古手川祐子、野口五郎、柏原芳恵）
- 金曜日には花を買って（10月10日 - 翌年1月23日、主演：篠ひろ子、多岐川裕美、世良公則）

### 1987年
- 親子万才（1月30日 - 3月27日、主演：大原麗子）
- 男たちによろしく（4月10日 - 7月10日、主演：田村正和、古谷一行）
- モナリザたちの冒険（7月17日 - 9月18日、主演：大竹しのぶ）

## 1989年以降の作品リスト
以下の制作プロダクション記号のないものはTBS（東京放送 → TBSエンタテインメント → TBSテレビ）の局制作。
- ［KP］ → ［DM］ → ［SP］ - 木下プロダクション → ドリマックス・テレビジョン → TBSスパークル
- ［TP］ - テレパック
- ［MM］ - メディアミックス・ジャパン（MMJ）
- ［KT］ - 共同テレビジョン（共テレ）
- ［DT］ - 大映テレビ
- ［CR］ - オフィスクレッシェンド

### 1989年
- 雨よりも優しく（10月13日 - 12月29日、主演：浅野ゆう子）［KP］

### 1990年
- 想い出にかわるまで（1月12日 - 3月30日、主演：今井美樹）
- 誘惑（4月13日 - 6月29日、原作：連城三紀彦「飾り火」、主演：篠ひろ子）
- 都会の森（7月6日 - 9月14日、主演：高嶋政伸）［KP］
- 男について（10月12日 - 12月21日、主演：浅野ゆう子）［KP］

### 1991年
- ふぞろいの林檎たちIII（1月11日 - 3月22日、主演：中井貴一）
- それでも家を買いました（4月19日 - 6月28日、原作：矢崎葉子、主演：三上博史）［KP］
- 結婚したい男たち（7月5日 - 9月20日、主演：片岡鶴太郎）
- あしたがあるから（10月18日 - 12月20日、主演：今井美樹）

### 1992年
- おとなの選択（1月10日 - 3月20日、主演：松田聖子）［KP］
- 愛はどうだ（4月17日 - 6月26日、主演：緒形拳）
- ずっとあなたが好きだった（7月3日 - 9月25日、主演：賀来千香子）
- 十年愛（10月16日 - 12月25日、主演：田中美佐子・浜田雅功〈ダウンタウン〉）

### 1993年
- 高校教師（1月8日 - 3月19日、主演：真田広之・桜井幸子）
- わたしってブスだったの?（4月16日 - 7月2日、原作：大石静、主演：松田聖子）［KP］
- 誰にも言えない（7月9日 - 9月24日、主演：賀来千香子）
- 徹底的に愛は…（10月15日 - 12月24日、主演：仙道敦子・吉田栄作）

### 1994年
- いつも心に太陽を（1月7日 - 3月18日、主演：西田敏行）
- 適齢期（4月15日 - 7月1日、主演：三上博史）［KP］
- 人間・失格〜たとえばぼくが死んだら（7月8日 - 9月23日、主演：赤井英和）
- 僕が彼女に、借金をした理由。（10月14日 - 12月23日、主演：真田広之）

### 1995年
- 揺れる想い（1月13日 - 3月24日、主演：南野陽子）
- ジューン・ブライド（4月14日 - 6月30日、主演：財前直見）
- 愛していると言ってくれ（7月7日 - 9月22日、主演：豊川悦司・常盤貴子）
- 未成年（10月13日 - 12月22日、主演：いしだ壱成）

### 1996年
- 愛とは決して後悔しないこと（1月12日 - 3月22日、主演：緒形直人）［KP］
- 君と出逢ってから（4月12日 - 7月5日、主演：本木雅弘）
- 硝子のかけらたち（7月12日 - 9月20日、主演：藤井フミヤ）
- 協奏曲（10月11日 - 12月13日、主演：田村正和）

### 1997年
- 君が人生の時（1月17日 - 3月21日、主演：高嶋政伸）［KP］
- ふぞろいの林檎たちIV（4月11日 - 7月4日、主演：中井貴一）
- 最後の恋（7月11日 - 9月19日、主演：中居正広〈SMAP〉・常盤貴子）
- 青い鳥（10月10日 - 12月19日、主演：豊川悦司）

### 1998年
- 聖者の行進（1月9日 - 3月27日、主演：いしだ壱成）
- めぐり逢い（4月10日 - 6月26日、主演：常盤貴子、福山雅治）
- ランデヴー（7月3日 - 9月11日、主演：田中美佐子）
- あきまへんで!（10月9日 - 12月18日、主演：中村玉緒）

### 1999年
- ケイゾク（1月8日 - 3月19日、主演：中谷美紀）
- 週末婚（4月9日 - 7月2日、主演：永作博美）［TP］
- 独身生活（7月9日 - 9月17日、主演：江角マキコ）
- 美しい人（10月15日 - 12月17日、主演：田村正和）

### 2000年
- 金曜日の恋人たちへ（1月14日 - 3月17日、主演：藤原紀香）［KP］
- QUIZ（4月14日 - 6月23日、主演：財前直見）
- Friends（7月7日 - 9月15日、主演：浜田雅功〈ダウンタウン〉）
- 真夏のメリークリスマス（10月13日 - 12月15日、主演：竹野内豊・中谷美紀）

### 2001年
- ストロベリー・オンザ・ショートケーキ（1月12日 - 3月16日、主演：滝沢秀明〈タッキー&翼〉・深田恭子）
- 昔の男[注釈 5]（4月13日 - 6月29日、主演：藤原紀香、大沢たかお）［TP］
- 世界で一番熱い夏（7月6日 - 9月14日、主演：岸谷五朗）
- 恋を何年休んでますか（10月19日 - 12月21日、主演：小泉今日子）

### 2002年
- 木更津キャッツアイ（1月18日 - 3月15日、主演：岡田准一〈V6〉）
- 夢のカリフォルニア（4月12日 - 6月28日、主演：堂本剛〈KinKi Kids〉）
- 愛なんていらねえよ、夏（7月12日 - 9月13日、主演：渡部篤郎）
- ママの遺伝子（10月11日 - 12月13日、主演：薬師丸ひろ子）

### 2003年
- 高校教師（1月10日 - 3月21日、主演：藤木直人・上戸彩）
- ブラックジャックによろしく[注釈 6]（4月11日 - 6月20日、原作：佐藤秀峰、主演：妻夫木聡）
- Stand Up!!（7月4日 - 9月12日、主演：二宮和也〈嵐〉）
- ヤンキー母校に帰る（10月10日 - 12月12日、原案：北海道放送・TBSテレビ「ヤンキー母校に帰る」/ 義家弘介「不良少年の夢」「ヤンキー母校に生きる」、主演：竹野内豊）

### 2004年
- 奥さまは魔女[注釈 7]（1月16日 - 3月26日、主演：米倉涼子）［DM］
- ホームドラマ!（4月16日 - 6月25日、主演：堂本剛〈KinKi Kids）［DM］
- 世界の中心で、愛をさけぶ（7月2日 - 9月10日、原作：片山恭一、主演：山田孝之）
- 3年B組金八先生 第7シリーズ[注釈 8]（10月15日 - 2005年3月25日、主演：武田鉄矢）

### 2005年
- タイガー&ドラゴン（4月15日 - 6月24日、主演：長瀬智也〈TOKIO〉・岡田准一〈V6〉）
- ドラゴン桜 第1シリーズ[注釈 9]（7月8日 - 9月16日、原作：三田紀房「ドラゴン桜）、主演：阿部寛）［MM］
- 花より男子（10月21日 - 12月16日、原作：神尾葉子、主演：井上真央）

### 2006年
- 夜王（1月13日 - 3月24日、原作：倉科遼・井上紀良、主演：松岡昌宏〈TOKIO〉）［DM］
- クロサギ（2006年版）（4月14日 - 6月23日、原作：夏原武・黒丸「クロサギ」、主演：山下智久〈NEWS〉）
- タイヨウのうた（7月14日 - 9月15日、主演：山田孝之）
- セーラー服と機関銃（10月13日 - 11月24日、原作：赤川次郎、主演：長澤まさみ）
- 笑える恋はしたくない（12月1日 - 15日、主演：山崎静代〈南海キャンディーズ〉・河本準一〈次長課長〉）[15]

### 2007年
- 花より男子2（リターンズ）（1月5日 - 3月16日、原作：神尾葉子、主演：井上真央）
- 特急田中3号（4月13日 - 6月22日、主演：田中聖〈KAT-TUN〉）
- 山田太郎ものがたり（7月6日 - 9月14日、原作：森永あい、主演：二宮和也・櫻井翔〈嵐〉）
- 歌姫（10月12日 - 12月21日、主演：長瀬智也〈TOKIO〉）

### 2008年
- エジソンの母（1月11日 - 3月14日、主演：伊東美咲）［DM］
- Around40〜注文の多いオンナたち〜（4月11日 - 6月20日、主演：天海祐希）
- 魔王[注釈 10]（7月4日 - 9月12日、主演：大野智〈嵐〉・生田斗真）
- 流星の絆（10月17日 - 12月19日、原作：東野圭吾、主演：二宮和也〈嵐〉）

### 2009年
- ラブ♥シャッフル（1月16日 - 3月20日、主演：玉木宏）
- スマイル（4月17日 - 6月26日、主演：松本潤〈嵐〉）
- オルトロスの犬（7月24日 - 9月25日、主演：滝沢秀明〈タッキー&翼〉）
- おひとりさま（10月16日 - 12月18日、主演：観月ありさ）［MM］

### 2010年
- ヤマトナデシコ七変化（1月15日 - 3月19日、原作：はやかわともこ「ヤマトナデシコ七変化♡」、主演：亀梨和也〈KAT-TUN〉）
- ヤンキー君とメガネちゃん（4月23日 - 6月25日、原作：吉河美希、主演：成宮寛貴）
- うぬぼれ刑事（7月9日 - 9月17日、主演：長瀬智也〈TOKIO〉）
- SPEC〜警視庁公安部公安第五課 未詳事件特別対策係事件簿〜（10月8日 - 12月17日、主演：戸田恵梨香・加瀬亮）

### 2011年
- LADY〜最後の犯罪プロファイル〜（1月7日 - 3月25日、主演：北川景子）
- 生まれる。（4月22日 - 6月24日、主演：堀北真希）
- 美男ですね（7月15日 - 9月23日、原作：韓国ドラマ「美男ですね』〈韓国SBS〉、主演：瀧本美織）
- 専業主婦探偵〜私はシャドウ（10月21日 - 12月16日、原作：粕谷紀子「私はシャドウ」、主演：深田恭子）

### 2012年
- 恋愛ニート〜忘れた恋のはじめ方（1月20日 - 3月23日、主演：仲間由紀恵）
- もう一度君に、プロポーズ（4月20日 - 6月22日、主演：竹野内豊）［KT］
- 黒の女教師（7月20日 - 9月14日、主演：榮倉奈々）
- 大奥〜誕生 [有功・家光篇]（10月12日 - 12月14日、原作：よしながふみ「大奥」、主演：堺雅人）

### 2013年
- 夜行観覧車（1月18日 - 3月22日、原作：湊かなえ 主演：鈴木京香）［DM］
- TAKE FIVE〜俺たちは愛を盗めるか〜（4月19日 - 6月21日、主演：唐沢寿明）
- なるようになるさ。 シーズン1[注釈 11]（7月12日 - 9月20日、主演：舘ひろし）［DM］
- クロコーチ（10月11日 - 12月13日、原作：リチャード・ウー・コウノコウジ、主演：長瀬智也〈TOKIO〉）

### 2014年
- 夜のせんせい（1月17日 - 3月21日、主演：観月ありさ）
- アリスの棘（4月11日 - 6月13日、主演：上野樹里）
- 家族狩り（7月4日 - 9月5日、原作：天童荒太「家族狩り」、主演：松雪泰子）
- Nのために（10月17日 - 12月19日、原作：湊かなえ、主演：榮倉奈々）［DM］

### 2015年
- ウロボロス〜この愛こそ、正義。（1月16日 - 3月20日、原作：神崎裕也「ウロボロス -警察ヲ裁クハ我ニアリ-」、主演：生田斗真）
- アルジャーノンに花束を（4月17日 - 6月12日、原作：ダニエル・キイス「アルジャーノンに花束を」、主演：山下智久）［DM］
- 表参道高校合唱部!（7月17日 - 9月25日、主演：芳根京子）
- コウノドリ 第1シリーズ（10月16日 - 12月18日、原作：鈴ノ木ユウ、主演：綾野剛）

### 2016年
- わたしを離さないで（1月15日 - 3月18日、原作：カズオ・イシグロ、主演：綾瀬はるか）
- 私 結婚できないんじゃなくて、しないんです（4月15日 - 6月17日、原案：水野敬也「スパルタ婚活塾」、主演：中谷美紀）［DM］
- 神の舌を持つ男（7月8日 - 9月9日、主演：向井理）
- 砂の塔〜知りすぎた隣人（10月14日 - 12月16日、主演：菅野美穂）[16]［DM］

### 2017年
- 下剋上受験（1月13日 - 3月17日、原作：桜井信一、主演：阿部サダヲ）［DT］
- リバース（4月14日 - 6月16日、原作：湊かなえ、主演：藤原竜也）［DM］
- ハロー張りネズミ（7月14日 - 9月15日、原作：弘兼憲史、主演：瑛太）［CR］
- コウノドリ 第2シリーズ（10月13日 - 12月22日、原作：鈴ノ木ユウ、主演：綾野剛）

### 2018年
- アンナチュラル（1月12日 - 3月16日、主演：石原さとみ）［DM］
- あなたには帰る家がある（4月13日 - 6月22日、原作：山本文緒、主演：中谷美紀）［DM］
- チア☆ダン（7月13日 - 9月14日、原作：映画『チア☆ダン』製作委員会、主演：土屋太鳳）
- 大恋愛〜僕を忘れる君と（10月12日 - 12月14日、主演：戸田恵梨香）［DM］

### 2019年
- メゾン・ド・ポリス（1月11日 - 3月15日、原作：加藤実秋、主演：高畑充希）［KT］
- インハンド（4月12日 - 6月21日、原作：朱戸アオ、主演：山下智久）［SP］
- 凪のお暇（7月19日 - 9月20日、原作：コナリミサト、主演：黒木華）
- 4分間のマリーゴールド（10月11日 - 12月13日、原作：キリエ、主演：福士蒼汰）［KT］

### 2020年
- 病室で念仏を唱えないでください（1月17日 - 3月20日、原作：こやす珠世、主演：伊藤英明）
- MIU404（6月26日 - 9月4日、主演：綾野剛・星野源）［SP］
- キワドい2人-K2-池袋署刑事課 神崎・黒木（9月11日 - 10月16日、原作：横関大「K2 池袋署刑事課 神崎・黒木」、主演：山田涼介〈Hey! Say! JUMP〉）［SP］
- 恋する母たち（10月23日 - 12月18日、原作：柴門ふみ、主演：木村佳乃）［SP］

### 2021年
- 俺の家の話（1月22日 - 3月26日、主演：長瀬智也）［SP］
- リコカツ（4月16日 - 6月18日、主演：北川景子）
- #家族募集します（7月9日 - 9月24日、主演：重岡大毅〈ジャニーズWEST〉）［SP］
- 最愛（10月15日 - 12月17日、主演：吉高由里子）［SP］

### 2022年
- 妻、小学生になる。（1月21日 - 3月25日、原作：村田椰融、主演：堤真一）
- インビジブル（4月15日 - 6月17日、主演：高橋一生）［SP］
- 石子と羽男-そんなコトで訴えます?-（7月15日 - 9月16日、主演：有村架純・中村倫也）［SP］
- クロサギ（2022年版）（10月21日 - 12月23日、原作：夏原武・黒丸、主演：平野紫耀〈King & Prince〉）

### 2023年
- 100万回 言えばよかった（1月13日 - 3月17日、主演：井上真央）［SP］
- ペンディングトレイン-8時23分、明日 君と（4月21日 - 6月23日、主演：山田裕貴）［SP］
- トリリオンゲーム（7月14日 - 9月15日、原作：稲垣理一郎・池上遼一、主演：目黒蓮〈Snow Man〉）［SP］
- フェルマーの料理（10月20日 - 12月22日、原作：小林有吾、主演：高橋文哉・志尊淳）

### 2024年
- 不適切にもほどがある!（1月26日 - 3月29日、主演：阿部サダヲ）［SP］
- 9ボーダー（4月19日 - 6月21日、主演：川口春奈）［SP］
- 笑うマトリョーシカ（6月28日 - 9月6日、原作：早見和真、主演：水川あさみ）［KT］
- ライオンの隠れ家（10月11日 - 12月20日、主演：柳楽優弥）［SP］

### 2025年
- クジャクのダンス、誰が見た?（1月24日 - 3月28日、原作：浅見理都、主演：広瀬すず）［SP］
- イグナイト -法の無法者-（4月18日 - 6月27日、主演：間宮祥太朗）［BL］
- DOPE 麻薬取締部特捜課（7月4日 - 9月5日、原作：木崎ちあき、主演：髙橋海人〈King & Prince〉・中村倫也）［SP］
- フェイクマミー（10月 - 、主演：波瑠・川栄李奈）[17]

### 2026年
- DREAM STAGE（1月 - ）

## 備考
- 2010年7月期に放送されていた『うぬぼれ刑事』から、日本放送協会（NHK）と日本民間放送連盟の方針により地上アナログ放送では、地上デジタル放送への完全移行を前提として画角サイズ16:9のレターボックス放送に移行していた。
- 2005年7月期に放送された『ドラゴン桜』の続編は、日曜劇場へ放送枠を変更して、当初は2020年7月期に放送予定だった[18]。しかし、新型コロナウイルス感染拡大防止により撮影が自粛され[19][20]、4月期の『半沢直樹』の放送開始日が未定になり[21]、キャストのオーディションなど制作の見通しが経たなくなったため、延期が決定した[22]（『半沢直樹』は同年7月19日から9月27日まで放送され[23]、『ドラゴン桜』は2021年4月25日から6月27日まで放送された[24]）。

## 放送局・配信元

### 海外での放送
- 一部ドラマが北米でも放送されている。
  - KIKU-TV（ハワイ州、すべて英語字幕付き）
    - 『硝子のかけらたち』、『協奏曲』、『青い鳥』、『めぐり逢い』、『あきまへんで!』、『週末婚』、『独身生活』、『美しい人』、『金曜日の恋人たちへ』、『真夏のメリークリスマス』、『恋を何年休んでますか』、『ママの遺伝子』、『ブラックジャックによろしく』、『世界の中心で、愛をさけぶ』、『3年B組金八先生（第7シリーズ）』、『ドラゴン桜』、『花より男子』、『夜王』、『クロサギ』、『花より男子2（リターンズ）』、『Around40〜注文の多いオンナたち〜』

  - NGN（Nippon Golden Network、ハワイ州、すべて英語字幕付き）
    - 『世界の中心で、愛をさけぶ』、『エジソンの母』

  - テレビジャパン（アメリカ合衆国、カナダ、プエルトリコ）※日本語のみ
    - 『世界の中心で、愛をさけぶ』、『ドラゴン桜』、『クロサギ』、『タイヨウのうた』、『山田太郎ものがたり』、『Around40〜注文の多いオンナたち〜』、『流星の絆』（2009年10月10日 - ）

### ネット局に関する備考
- テレビ高知では、系列局でありながら一時期この番組をネットしていなかった。しかし、1996年春の改編で同局ゴールデン帯の独自差し替え枠の番組割り当て見直しが行われ、その結果本枠はTBS同時ネットに転換し、以降は同時ネットが行われる様になった。
- 外部のプロダクションが制作した作品の場合、制作局TBSの権利失効後、以前の作品をTBS系列以外のローカル局において再放送されたことがある。
- 過去に制作された作品の一部は、TBSのCS放送・TBSチャンネルで再放送されたことがある。また、TBSの権利が失効した作品はファミリー劇場やチャンネルNECOなどのテレビドラマ専門のCS放送でも再放送されたこともある。
- 山陽放送、長崎放送、大分放送、熊本放送、宮崎放送、南日本放送、琉球放送の地上デジタル放送において、『セーラー服と機関銃』の最終回のみのサービス放送を行っていた。
- 秋田テレビは2007年で放送打ち切り。それ以降『歌姫』と『エジソンの母』はそれぞれABS秋田放送が放送権を持つ。理由は本来放送される「TBS系木曜21時枠」が『3年B組金八先生』であるため（同番組はAKTが放映権を持つが、2007年10月 - 2008年3月の第8シリーズについては放送されなかった）。それ以降、秋田県での放送は1年間放送無く、2009年4月から1年遅れでABS秋田放送が『Around40〜注文の多いオンナたち〜』を放送したが、同年12月に『流星の絆』を放送したのを最後にしばらく打ち切りが続いていたが、『夜行観覧車』で3年4か月振りの放送再開（同県では2013年4月放送開始）となった。以降は、不定期で平日の夕方[注釈 23]、もしくは土曜日の夕方[注釈 24]に遅れて放送されている。

### ネット配信
2009年にTBSオンデマンドとしてネット配信を開始。2016年の定額制化、2018年のParavi移行を経て、2023年からはU-NEXTでの配信となっているほか、TVerによる見逃し配信、一部作品の他社サービスでの定額制配信も行なっている。
2009年以降の作品はおおむねU-NEXTで定額制配信されているほか、それ以前の作品も随時（BS-TBSなどでの放送による契約更新にあわせて）追加されている。